# 古城镇 (西乡县)
古城镇是中国陕西省汉中市西乡县下辖的一个镇。

## 行政区划
古城镇下辖以下行政区：
古城村、泾洋村、三岔村、韩岭村、二郎村、岳岭村、石梯村、大坪村、三郎村、牟家庄村、罗家河村